# Hořovice (starý zámek)
Starý hořovický zámek stojí ve městě Hořovice asi 300 m od nového zámku, směrem k nemocnici, na stráni nad Červeným potokem. Je chráněn jako kulturní památka České republiky.

## Historie
Na místě zámku původně stála gotická tvrz či hrad ze 13. století postavený Žerotíny, na konci 14. století už byl v majetku krále Václava IV. K přestavbě došlo na konci 15. století. Tvrz často měnila majitele, v roce 1525 byli držiteli páni z Říčan. V roce 1634 byla vypálena a v roce 1639 ji vydrancovali Švédové. Po třicetileté válce byla tvrz za Bořitů z Martinic přestavěna a rozšířena o dvě boční křídla a vznikl barokní zámek. Později jej zdědil hraběcí rod pánů z Vrbna, kteří nechali postavit nový zámek a starý už byl využíván jen úředníky. V roce 1929 jej poslední šlechtický majitel, hrabě Jindřich ze Schaumburgu z rodu Hanavských, prodal státu. Od státního podniku Vojenské lesy jej odkoupilo r. 2012 město Hořovice. Do prostor zámku byla umístěna galerie a v roce 2017 také Muzeum Hořovicka, které je pobočkou Muzea Českého krasu v Berouně.

## Architektura
Zámek je jednoduchá trojkřídlá patrová stavba s mansardovou střechou, současná podoba je výsledkem několika přestaveb a úprav. Ve sklepě se dochovaly zbytky ostění portálů z 15. století.

## Zajímavosti
- Zámek je považován za jedno z možných rodišť krále Jiřího z Poděbrad.
- Ve sklepě zámku byly objeveny dvě chodby, z nichž jedna pravděpodobně sloužila jako odvodňovací a druhá, která ústí v zahradě v Zámecké ulici, nejspíš jako úniková.[4]